# WM-80

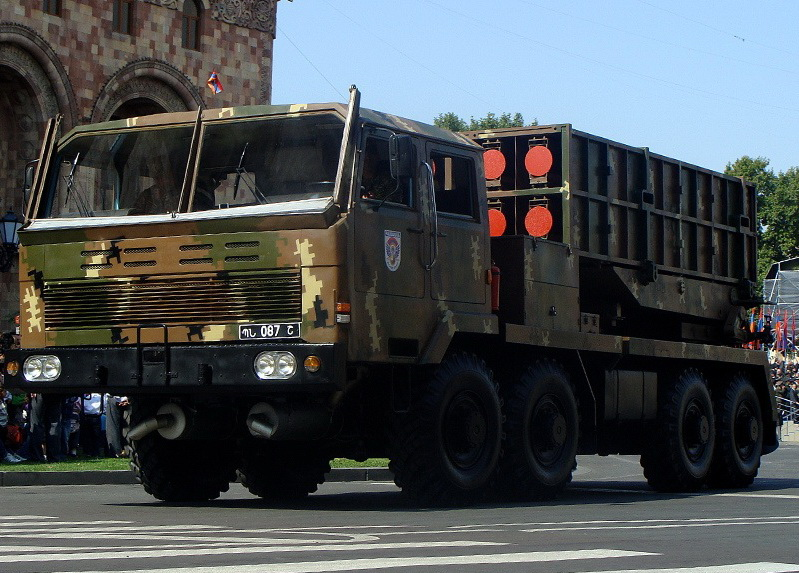
WM-80 auf Basis eines TAS5380SQ bei einer Parade in Jerewan

Der WM-80 ist ein Mehrfachraketenwerfersystem der Volksrepublik China. Es dient zur Bekämpfung von Flächenzielen.

## Entwicklung
Das System wurde in den 1990er-Jahren vom staatlichen Waffenhersteller NORINCO entwickelt. Es ist eine Weiterentwicklung des Type 83. WM-80 wurde primär für den Export entwickelt und wird vom Heer der Volksbefreiungsarmee nicht eingesetzt.

## Varianten

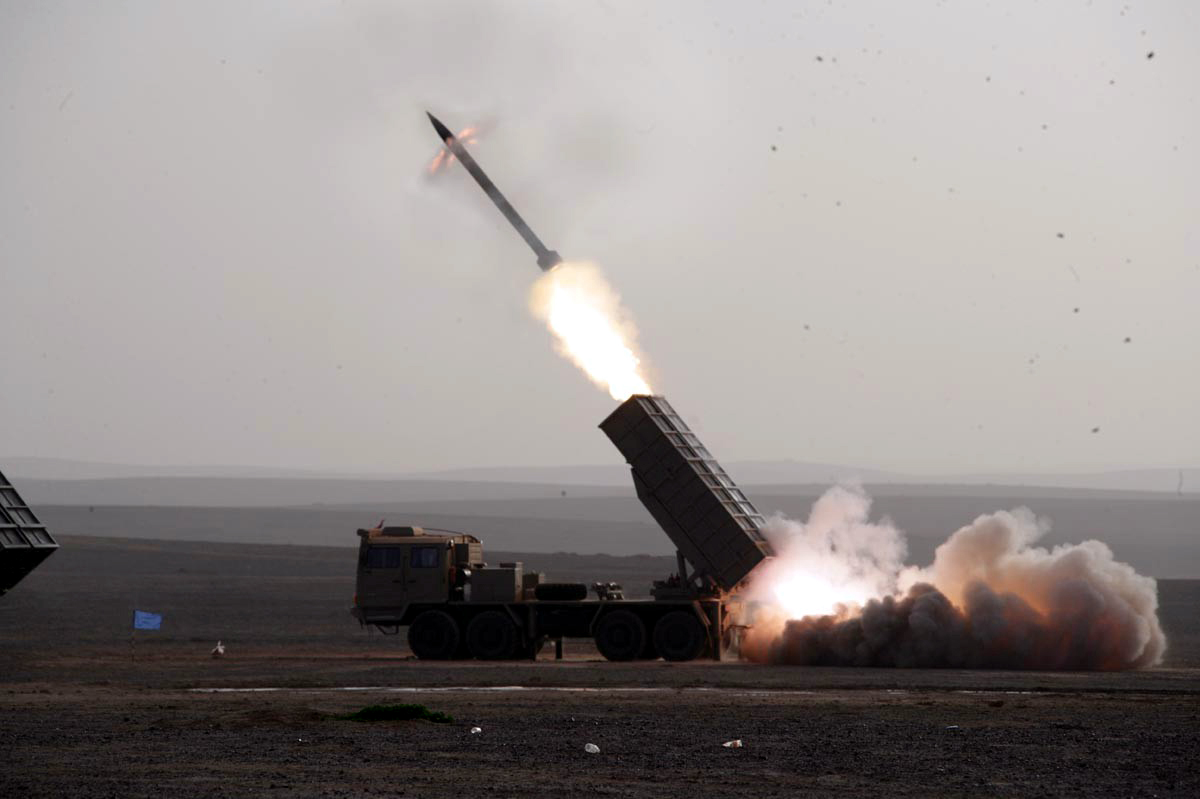
Jordanischer WM-120 beim Feuern

- Typ 83: Vorgängermodell mit Raketen mit einer max. Schussdistanz von 40 km.
- WM-80: Standardvariante mit acht Werferrohren; mit Raketen mit einer max. Schussdistanz von 80 km
- WM-120: Version mit Raketen mit GPS-Kurskorrektursystem. Max. Schussdistanz 120 km. Mittlere Treffergenauigkeit (CEP) 50 m. Vorgestellt im Jahr 2010.

## Technik
Das ganze System ist auf vierachsigen Lkw Taian TAS5380 installiert. Auf dem Fahrzeug ist über der Hinterachse ein horizontal und vertikal schwenkbarer Werferarm installiert. Auf diesem sind in zwei Lagen acht Werferrohre angebracht.
Die Raketen werden in einem Intervall von 5 Sekunden abgefeuert. Das Nachladen eines leeren Werfers dauert 5–8 Minuten. Eine Batterie von vier WM-80-Systemen deckt mit insgesamt 32 Raketen eine Zielfläche von 800 × 800 m ein.
Die Feuerleitung erfolgt durch einen vorgeschobenen Beobachter und optional dem LLX05-Wetterradar und der ASN-206-Aufklärungsdrohne. Auch diese Systeme sind auf LkWs vom Typ Taian TAS-5380 untergebracht.

## Raketen
Die Raketen mit Kaliber 273 mm sind drallstabilisiert und haben am Flugkörperende vier Stabilisierungsflügel. Der Drall der Rakete entsteht durch vier Schubdüsen, welche rechtwinklig zur Hauptantriebsdüse angeordnet sind. Die Raketen messen 4,582 m in der Länge. Sie haben ein Startgewicht von 505 kg, wobei 205,5 kg auf den HTPB-Raketentreibstoff entfallen. Die maximale Schussdistanz liegt bei 80 km bei einer Brennschlussgeschwindigkeit von 1.140 m/s. Die minimale Schussdistanz beträgt 34 km. Um die maximale Schussdistanz von 80 km zurückzulegen, benötigt die Rakete 165 Sekunden. Das Apogäum liegt hierbei bei 31.000 m.
Die Raketen haben folgende Sprengköpfe:
- Splittergefechtskopf zu 150 kg mit 34 kg RDX/TNT Sprengstoff und 16800 vorfragementierten Splittern. Zündung durch den MD-23A Näherungszünder oder durch den WJ-6A Aufschlagzünder. Splitterwirkungskreis knapp 70 m.
- 380 Bomblets (Submunition) mit kombinierter Splitter- und panzerdurchschlagender Wirkung. Jedes Bomblet hat einen Splitterwirkungskreis von rund 7 m und kann 80–100 mm Panzerstahl durchschlagen.
- Thermobarischer-Gefechtskopf (FAE). Diese entwickelt in einem Umkreis von 25 m einen Überdruck von 0,1 Mpa.

## Verbreitung
- Armenien: 1 Batterie mit 4 Werferfahrzeugen.[3]
- Aserbaidschan: Unbekannte Anzahl.[4]
- Bangladesch: 6 WM-80.[5]
- Jordanien: 3 Batterien mit 24 WM-120.[6]
- Peru: 13 WM-120.[7]

## Technische Daten Raketen
| System             | WM-80                                     |
| ------------------ | ----------------------------------------- |
| Hersteller         | NORINCO                                   |
| Antrieb            | einstufig, HTPB-Feststoff                 |
| Geschwindigkeit    | Mach 3,4                                  |
| Länge              | 4,582 m                                   |
| Rumpfdurchmesser   | 273 mm                                    |
| Gewicht            | 505 kg                                    |
| Sprengkopf         | 150 kg Splittergefechtskopf oder Bomblets |
| min. Schussdistanz | 34 km                                     |
| max. Schussdistanz | 80 km                                     |
| Kursabweichung     | max. 2 %                                  |